# Дегтярьов Олександр Якимович
Олександр Якимович Дегтярьов (28 липня 1946, селище Тіксі Булунського району Якутської АРСР, тепер Республіка Саха, Російська Федерація — 29 квітня 2022, Російська Федерація) — радянський і російський державний діяч, науковець, завідувач ідеологічного відділу ЦК КПРС. Член ЦК КП РРФСР у 1990—1991 роках. Член ЦК КПРС у 1990—1991 роках. Кандидат історичних наук (1973), доктор історичних наук (1981), професор.

## Життєпис
Народився в родині капітана гідрографічного судна Якима Адамовича Дегтярьова в селищі Тіксі Булунського району Якутської АРСР. Мати — Августа Іванівна Дегтярьова, до шлюбу Таюрська.
Дитинство провів на Чукотці. У 1963 році працював робітником топографічної партії Зеленомиської гідробази ГУГМС (топозйомка нижньої течії Колими). У 1964 році закінчив у місті Певеку (Чукотський АО) середню школу із золотою медаллю і вступив на історичний факультет Ленінградського державного університету, де навчався до 1969 року.
Під час навчання в 1965—1969 роках — боєць, бригадир, командир загону, командир районного студентського будівельного загону в Казахській РСР та Ленінградській області. У 1966—1967 роках — секретар комсомольської організації історичного факультету, заступник секретаря комітету комсомолу Ленінградського державного університету. З 1968 по 1970 рік — командир штабу студентських будзагонів Ленінградського державного університету, член бюро Ленінградського обласного штабу студентських будівельних загонів.
З 1970 по 1971 рік служив у Радянській армії, був секретарем комсомольської організації Третього гвардійського Червонопрапорного Красносільського окремого розвідувального артилерійського дивізіону.
Член КПРС з 1970 по 1991 рік.
У 1971—1973 роках — аспірант Ленінградського державного університету. У 1973 році захистив кандидатську дисертація на тему «Помісне землеволодіння та господарство Новгородських земель у XVI столітті».
У 1973—1980 роках — асистент, старший викладач, доцент історичного факультету Ленінградського державного університету. Одночасно в 1973—1975 роках — заступник секретаря партбюро історичного факультету ЛДУ, в 1975—1980 роках — заступник секретаря, в.о. секретаря партійного комітету Ленінградського державного університету.
У 1980—1982 роках — заступник завідувача, в 1982—1986 роках — завідувач відділу науки та навчальних закладів Ленінградського міського комітету КПРС.
У 1981 році захистив докторську дисертацію на тему ««Сільське розселення в Російській державі XV—XVII ст. (Головні риси та фактори розвитку)».
У 1986—1988 роках — завідувач відділу науки та навчальних закладів Ленінградського обласного комітету КПРС; секретар Ленінградського обласного комітету КПРС.
У 1988 — січні 1991 роках — перший заступник завідувача Ідеологічного відділу ЦК КПРС.
У січні — серпні 1991 року — завідувач Ідеологічного відділу ЦК КПРС.
У 1990-х роках працював головним науковим співробітником Аналітичного центру Російської академії наук (РАН), генеральним директором кількох видавничих будинків («Паспорт інтернейшнл», «Військовий парад» (у 1995—2002), ЗАТ «Видавничий дім «ПАРАД»» (з 2002)). Входив до складу вчених рад Аналітичного центру РАН (1992—2006) та Інституту соціально-політичних досліджень РАН (1995—2000).
Член Всесоюзного географічного товариства (з 1979), дійсний член Академії політичних наук (1997), віцепрезидент Академії російської словесності (з 1997), заступник голови правління Міжнародної спілки книголюбів (з 2002), повноважний представник Закордонного Палестинського православного товариства в Росії (2003).
Голова редакційної ради журналу «Військовий парад» (1996—2001); головний редактор журналу «Дві столиці» (1997—2008). Член редакційних рад журналів «Аврора» (1988—1992), «Авіакосмічного журналу» (1996—2001), «Влада» (з 2003), «Російського екслібрисного журналу» (з 2014) та «Вісника баталістів та мариністів» (з 2016). З 2003 року — член редакційної ради «Енциклопедії російської еміграції», що видається РАН.
Член консультативної ради з міжнаціональних відносин Центрального адміністративного округу (2003—2010). З 2011 року входив до складу Громадської науково-методичної консультативної ради при ЦВК Росії. Радник голови Ради Федерації Федеральних Зборів Російської Федерації. Провідний експерт Секретаріату голови Ради Федерації Федеральних Зборів Російської Федерації (з 2012). Член Центральної ради Загальноросійського громадського руху «Росія». Член Археографічної комісії РАН (з 1999) та наукової ради Російського військово-історичного товариства (з 2012). Почесний член Російської академії мистецтв (2019). Автор близько 500 книг і статей з проблем російської історії Х—ХХ століть та актуальних питань сучасності.
Помер 29 квітня 2022 року.

## Основні праці
- Помісне землеволодіння та господарство Новгородських земель у XVI столітті: Автореферат канд. дис. Ленінград, 1973
- Російське село в XV—XVII ст. (Нариси історії сільського розселення). Ленінград: Вид-во ЛДУ, 1980
- Від Калки до Угри. Ленінград: Дитяча література, 1980
- Сільське розселення в Російській державі XV—XVII ст. (Головні риси та фактори розвитку): Автореферат доктор. дис. Ленінград, 1981
- Початок Вітчизни. Ленінград, 1982.
- Російське феодальне землеволодіння: від «смутного часу» до переддень петровських реформ. Ленінград: Вид-во ЛДУ, 1986
- Новгородське село у реформі 1861 року. Ленінград: Вид-во ЛДУ, 1987
- Важке століття Російського царства. Ленінград, 1988
- Невська битва. Москва: Дитяча література, 1989
- Невська битва. Битва 1241 новгородського війська під проводом князя Олександра Ярославича зі шведами. 2-ге вид. Ленінград: Дитяча література, 1991
- Початок Вітчизни: історичні нариси. Москва: Советская Россия, 1990
- Заступник Вітчизни. Ленінград, 1990 (2-е вид. Мінськ, 1991)
- Історія російського прапора. Москва, 1994
- Історія російського прапора. Париж, 1997
- Вибрані праці з російської історії. Т. 1—2. Москва, 2006 (2-ге вид. Нью-Йорк: Northern Cross, 2008)
- Символи Вітчизни. Москва, 2015
- Куликовська битва. Москва, 2015.
- На захист старого генерала (Генерал М. В. Алексєєв та зречення імператора Миколи II). Москва, 2017
- Державна символіка сучасної Росії. Москва: Видання Ради Федерації РФ, 2017

## Нагороди і звання
- орден Трудового Червоного Прапора (1990)
- орден «Знак Пошани» (1980)
- медаль «За доблесну працю. В ознаменування 100-річчя з дня народження Володимира Ілліча Леніна» (1970)
- медалі
- Почесна грамота Ради Федерації Російської Федерації
- Премія Уряду Російської Федерації в галузі науки (2000)